# Rodrigo Borgia (1503–1527)
Rodrigo Borgia (ur. wiosną 1503, zm. 1527) – nieślubny syn papieża Aleksandra VI z nieznanej matki.

## Życiorys
W momencie śmierci ojca Rodrigo miał zaledwie kilka tygodni. Wkrótce trafił pod opiekę swej przyrodniej siostry Lukrecji, księżnej Ferrary. Około 1507 przebywał u przyrodniego brata Giovanniego w Carpi, jednak niebawem powrócił do Ferrary. W 1515 wyjechał do Rzymu, gdzie wstąpił do seminarium duchownego. Na mocy bulli papieża Leona X został uwolniony od skazy nieślubnego pochodzenia i przyjęty do stanu duchownego. Był benedyktyńskim mnichem. Dzięki prebendom miał zapewnione utrzymanie. Umierając w wieku 24 lat, pełnił funkcję opata klasztoru Cicciano di Nola w południowych Włoszech.